# 黒豆

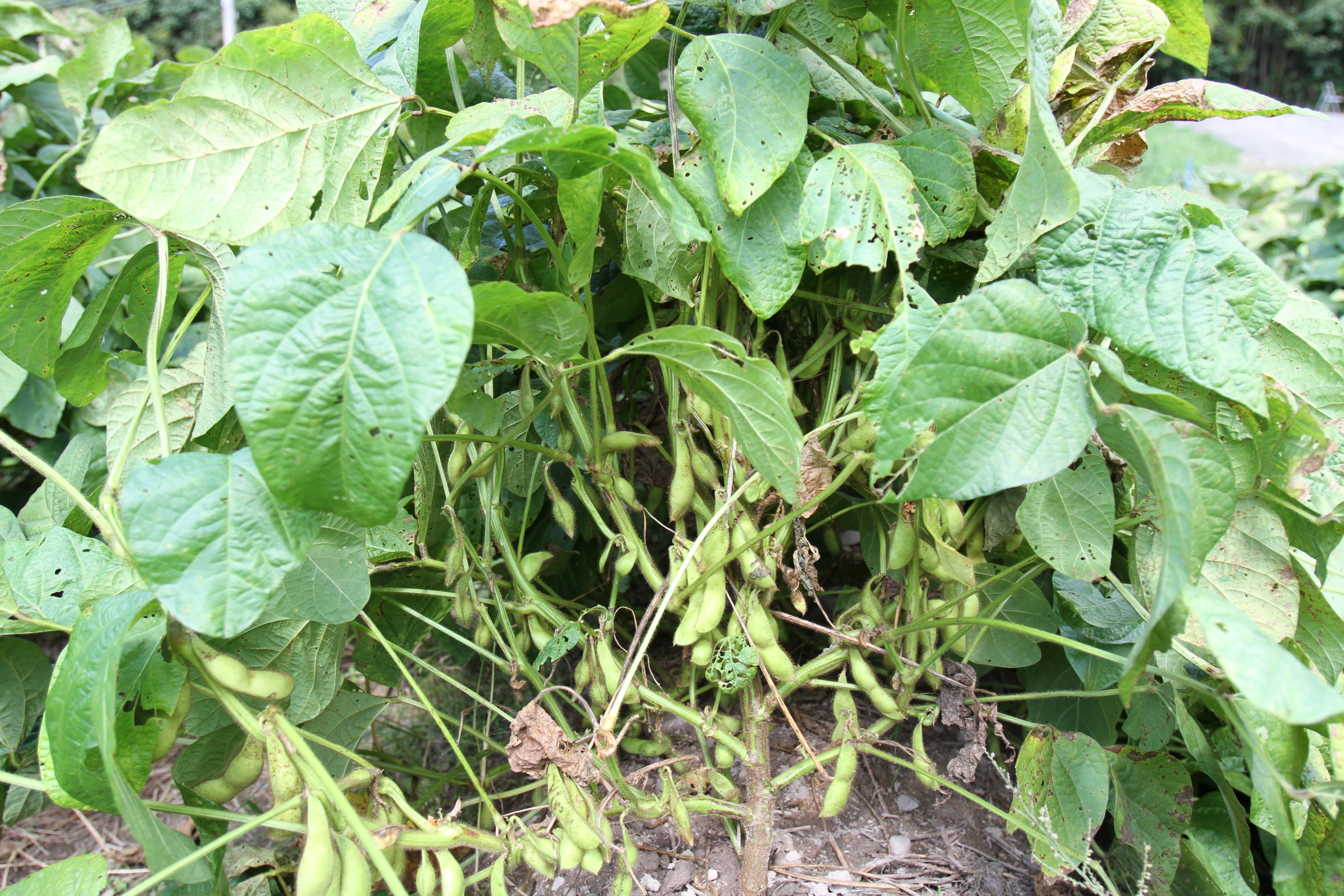
丹波黒 黒豆 収穫前苗

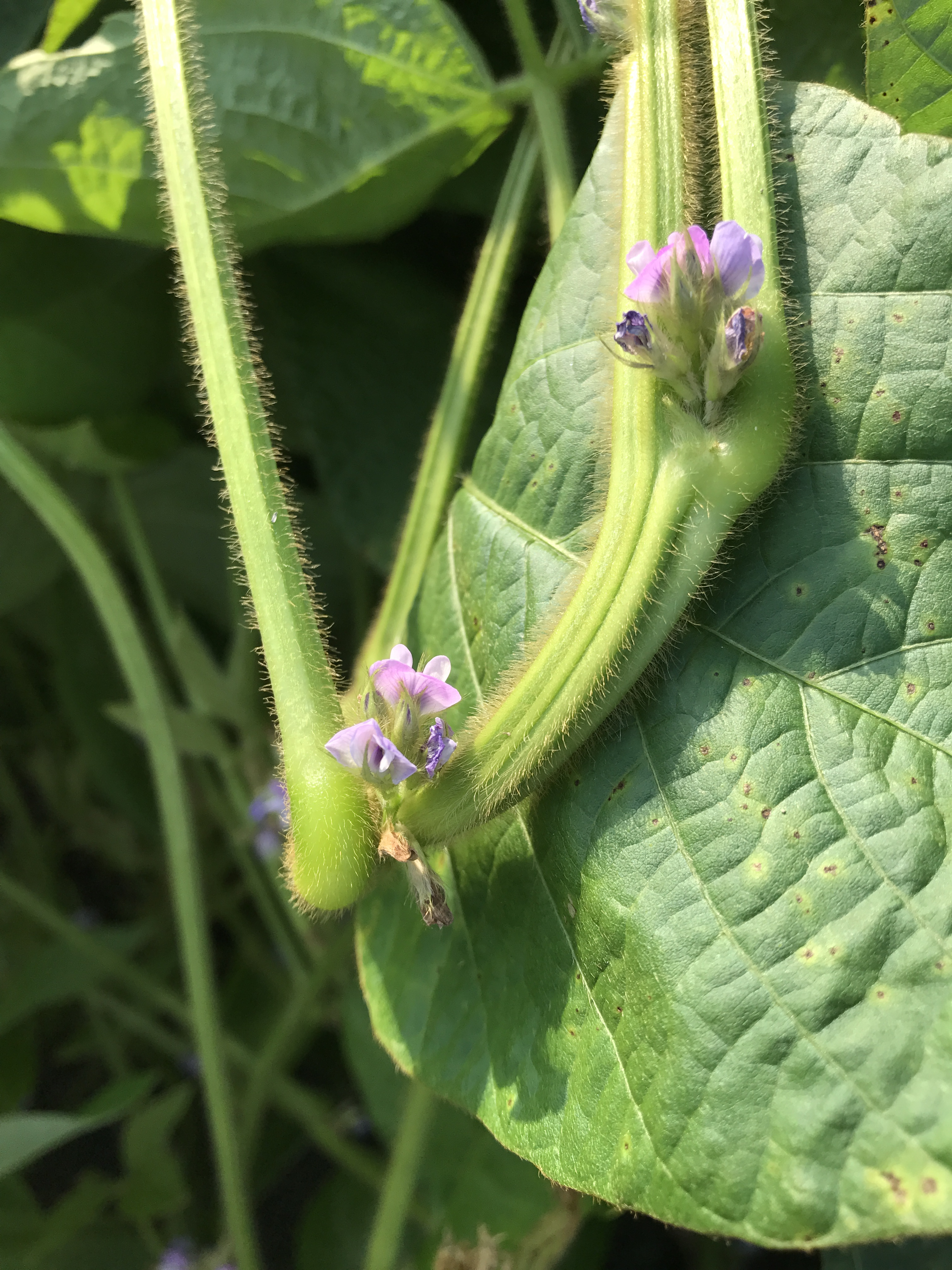
黒豆の花

黒豆（くろまめ）は、ダイズの品種のひとつ。黒大豆（くろだいず）、ぶどう豆とも呼ぶ。

## 概要

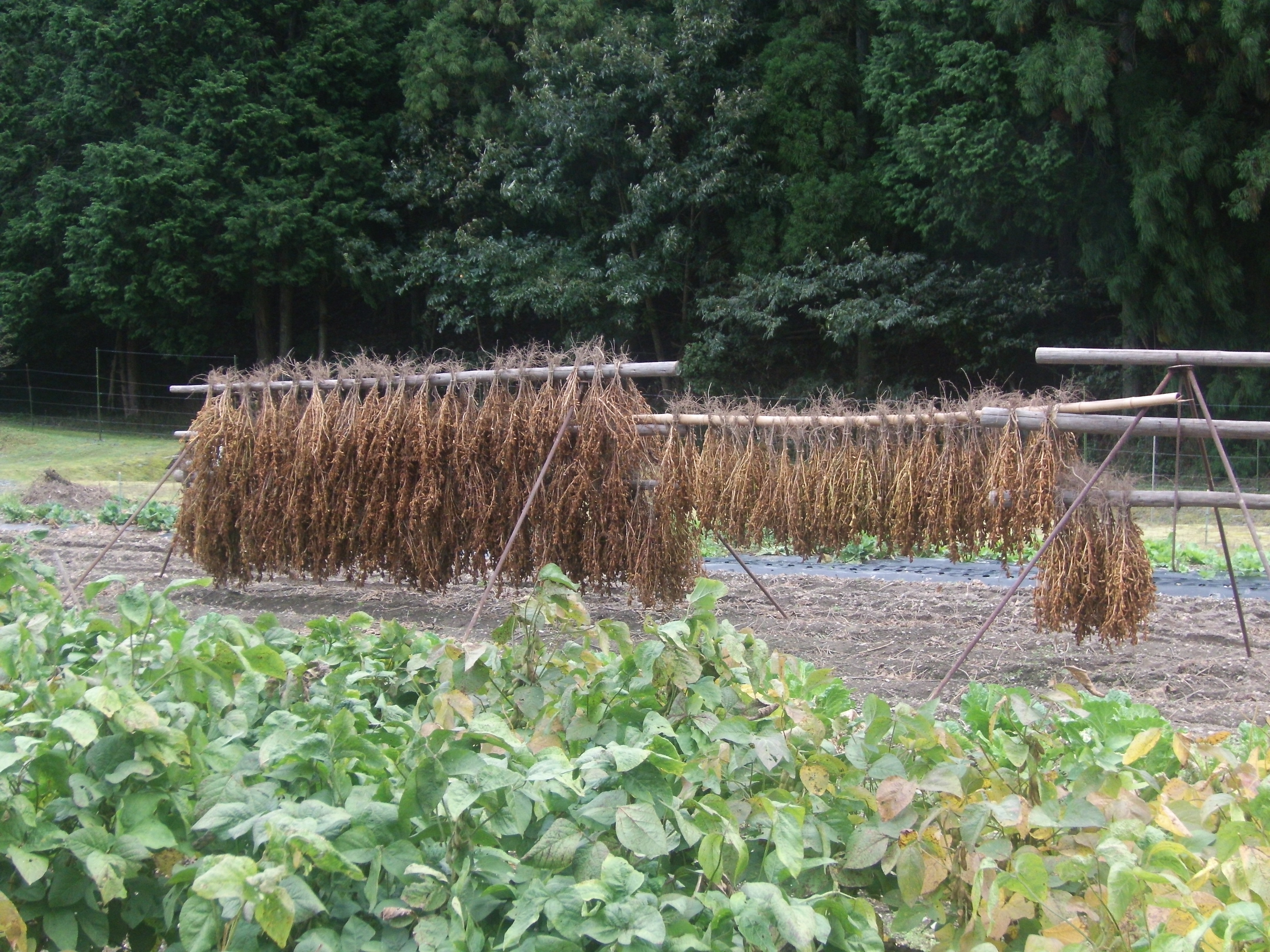
天日干しする黒豆（京丹波町）

種皮にアントシアニン系の色素を含むため、完熟した豆の外見は黒色を呈する。栄養成分的には通常のダイズと同等である。
概ね7月初旬に種を植え付け8月ごろに品種により異なる薄桃色・薄紫色・白色の花を咲かせ、9月～10月頃に莢に実をつける。だんだんと実が黒く色づき、中生種では10月上旬から11月上旬、晩生種では11月中旬から12月上旬に収穫される。最近では、実が黒く色づく手前の10月ごろに収穫される枝豆に人気がある。
豆の大きい丹波産の場合、10月1週目から4週目が一般的な収穫時期となる。生産地域は兵庫県丹波篠山市周辺、または京都府京丹波町周辺の山間にあり、成長時期の夏場は日中は大変に蒸し暑く、夜は大変冷え込むという昼夜の寒暖差が大きく霧も多く発生する地域で夕立などでの雨量も適度にあることから、その風土と肥えた土壌により良質の黒豆ができる環境にあるとされる。但し、同じ畑での連作は土壌の栄養分が乏しくなり黒豆の生育に影響を与えてしまうことから黒豆を生産した畑の翌年は米の生産を行うなどして輪作する農家が多い。

## 品種
代表的な品種として、江戸時代から栽培されている大きさが極大に分類される兵庫県丹波篠山市付近より選抜育成された「丹波黒」、京都府京丹波町の「和知黒」がある。
その他の各地域の黒豆として、京都府亀岡市・南丹市などの「紫ずきん」、岡山県勝英地域の「作州黒」、長野県の「信濃黒」、長野・群馬県の「玉大黒」、北海道の「中生光黒」「晩生光黒」「いわいくろ」など多数ある。
また小粒の黒豆として、「黒千石」がある。

## 利用法

### 料理としての黒豆

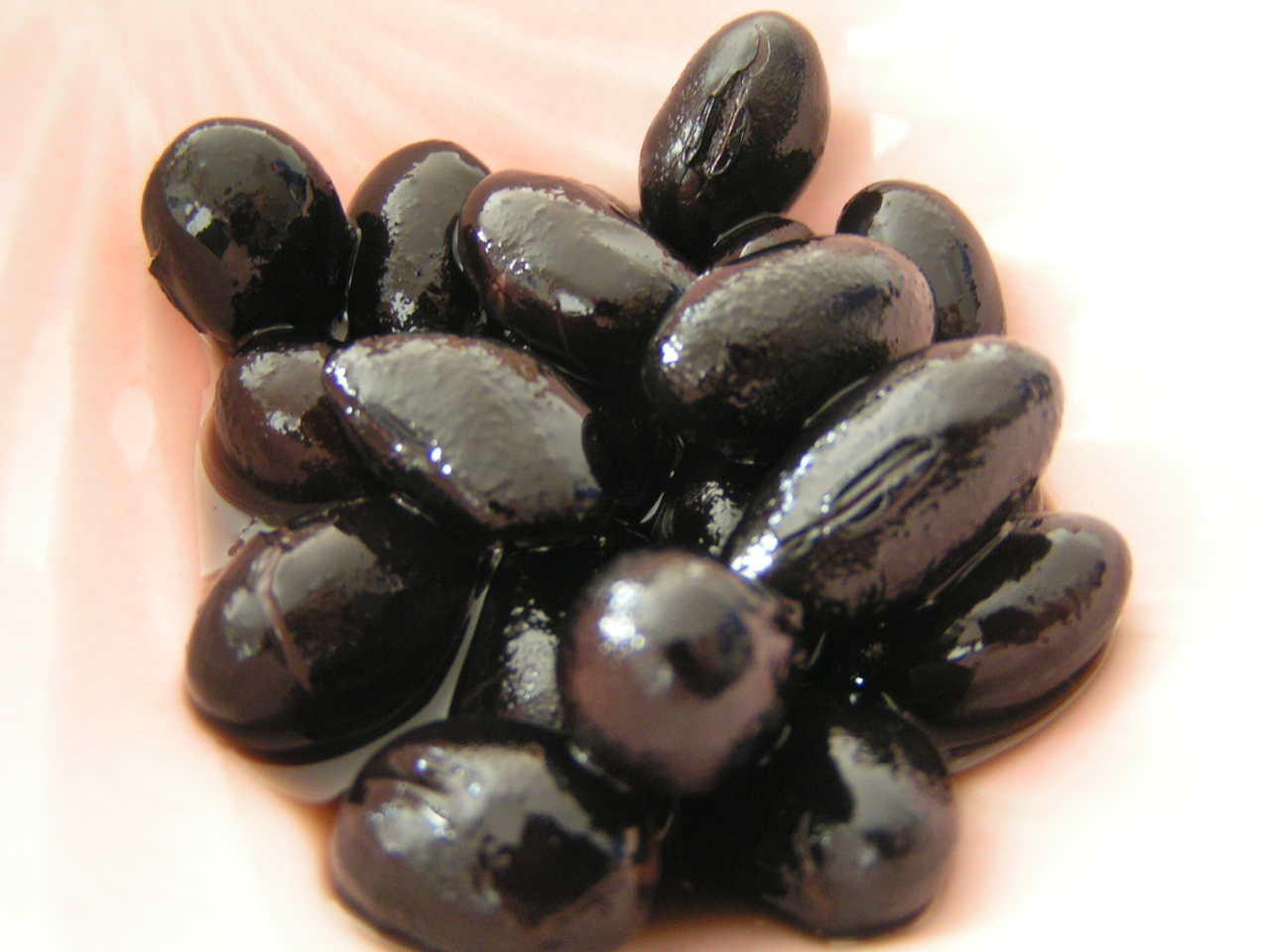
煮た黒豆

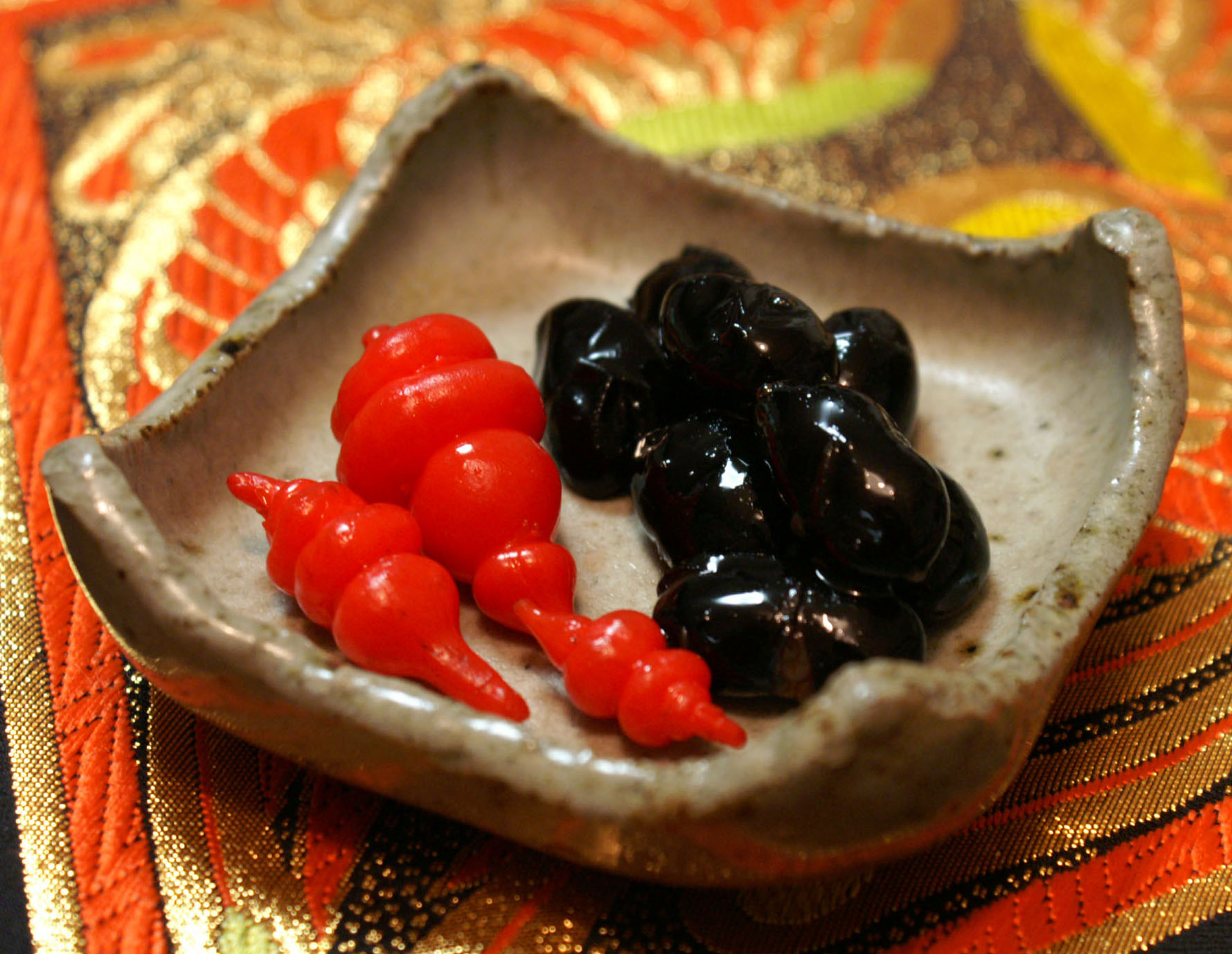
おせち料理の甘く煮た黒豆とチョロギ。東北ではチョナンなどともいう。

黒豆の煮豆は江戸時代の江戸の高級料亭だった八百善が正月向けに考案したとされており、正月料理（おせち料理）には欠かせないものとされる。労苦をいとわず物事にはげむこと、また、そのさまや、からだのじょうぶなことを「まめ」と呼ぶことから、これからの一年をそのように過ごせるようにという験担ぎである。
黒豆（黒大豆）の煮豆には、軟らかめに煮るものと硬めに煮るものがあり、軟らかめに煮るものには、含め煮（軟らかく煮た茹で豆をさらに砂糖蜜で煮含めたもの）と一般的に普及している軟らか煮（予め調味液に浸漬したものを弱火で長時間かけ煮たもの）の二種類がある。一方、歯ごたえがなく物足りないとして、硬めに煮るかた煮（豆の表面にシワができるのでしわ煮ともいう）を好む人もいる。
黒豆の調理法には様々な方法があるが、調味液（塩、砂糖、醤油、重曹）に8 - 10時間浸漬しておき、その漬け汁ごと鍋で5 - 6時間弱火で煮含める。調理には鉄鍋を使ったり錆びた古釘を用いることがあるが、表皮のアントシアン系色素のクリサンテミンと結合してつくりだす錯塩により黒色の発色を良くするためである。
煮豆に味を含ませる方法は難しく、板前は少し煮詰めては火を止めることを何度も繰り返す手法をとっていたが、この方法は一般家庭には不向きであった。そこで料理研究家の土井勝は家庭でもできる新しい方法を考案し1978年12月27日付朝日新聞東京本社版（大阪本社版では同年12月29日付）の「黒豆の煮方 調味料は量って先に」の記事で紹介した。土井式は、なべに分量の熱湯と調味料、重曹を合わせたところに洗った黒豆と錆びた鉄釘を入れて数時間放置し、そのあと一旦煮立て、煮立ったらあくを丁寧に取って弱火でことこと煮詰め、煮あがったらなべのままおいてゆっくり味を含ませる。黒豆の表皮に皴が生じないように、調味料の分量をきちんと量って最初に全て入れておき、冷たい空気に触れないよう豆が煮汁に浸った状態を保つ。このような家庭での調理法の普及もあり、1980年代には丹波産黒大豆の販売先が関西地方だけでなく関東地方にも広がり、さらに1990年代には日本全国の主要都市にも広がっていった。
なお煮豆のほか、普通の枝豆同様に塩茹でした黒豆は、黒豆独特の濃厚な甘味と良い香りに富んでいる。丹波産黒豆の枝豆は、夏から秋にかけて出回る早生種もあるが、本来の旬は10月半ばごろである。若い生豆は、茶色っぽい莢の中に、薄皮が茶色がかった緑色の豆が入っている。

### 加工食品

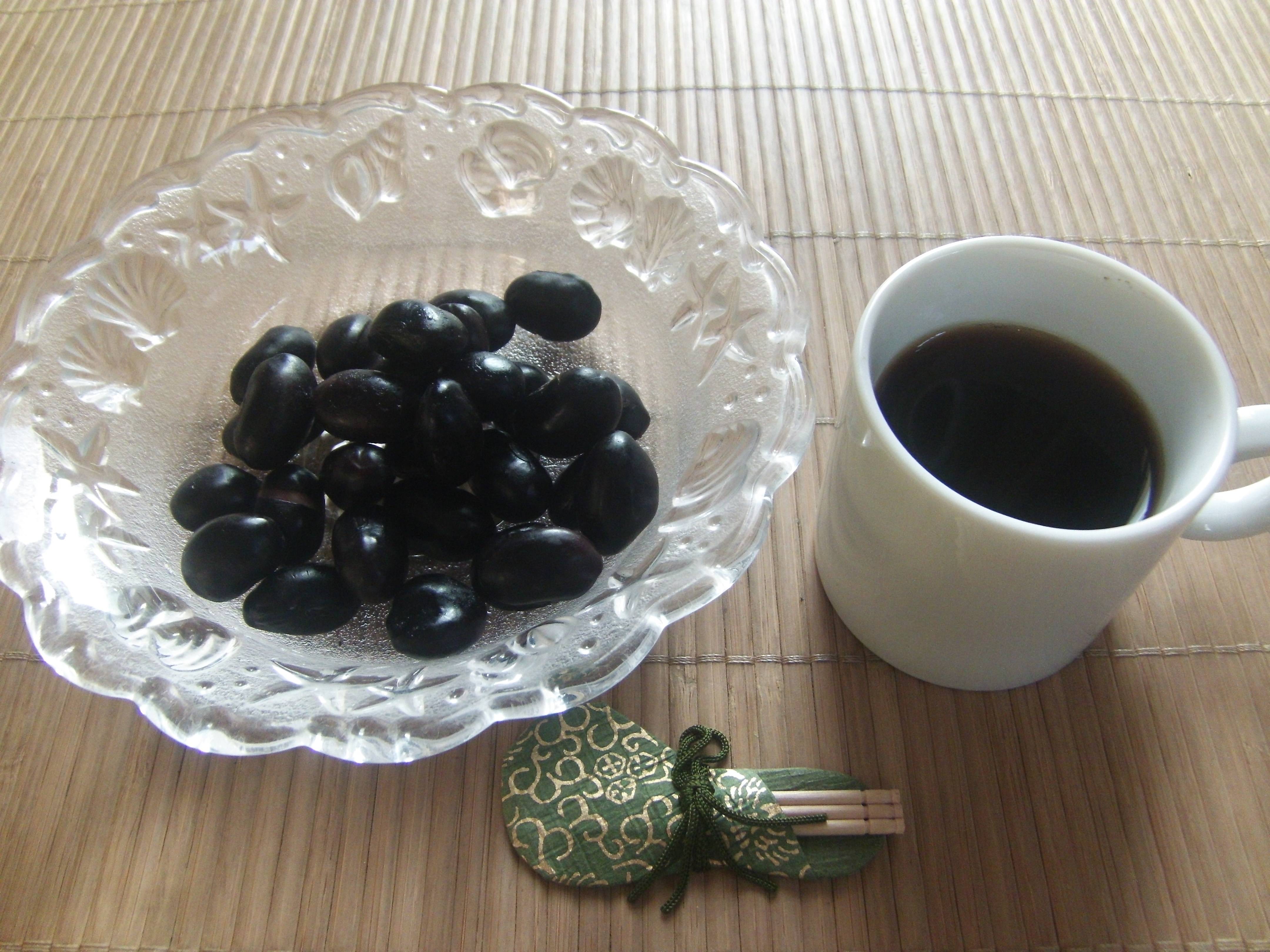
丹波黒豆 コーヒー＆煮豆

加工食品としては、きな粉・煎り豆・納豆・豆腐・枝豆など一般的な大豆と同じく各種あるが、特に黒豆で見られるものとして下記が挙げられる。
- 黒豆ココア
- 黒豆コーヒー
- 黒豆茶（茶外茶の一種）
- 黒豆ジャム（餡）
- 黒豆甘納豆
- 黒豆醤油の実
- 黒豆きな粉…牛乳と混ぜて飲む「黒豆きな粉牛乳」など

### 栄養価
黒豆には、血糖値上昇を抑制する効果のあるα-グルコシダーゼ阻害作用がある。